# Återkommande buggar
Återkommande buggar är vanligt förekommande inom mjukvaruprojekt. För att hantera dessa kan man använda sig av mjukvarutestning, till exempel regressionstestning eller specifika tester för bugfixverifiering.